# Cultura cajamarca
La cultura cajamarca es una cultura preincaica que surgió en los Andes del norte del Perú, cercano a la ciudad de Cajamarca, del cual toma su nombre.
Toda la zona de Cajamarca estuvo dominada por estilos similares a Chavín durante el primer milenio a. C.; de esto quedan como vestigios los sitios arqueológicos de Kuntur Wasi y  Pacopampa, pero es a partir del siglo III d. C. y hasta el IX d. C. (Intermedio Temprano) en que la cultura Cajamarca alcanza el mayor nivel artesanal formando un estilo propio.
Esta cultura andina tuvo características peculiares. Los cajamarca destacaron en textilería, metalurgia y cerámica; esta última es muy original y sofisticada. El ceramio típico es un vaso trípode o con tres patas. Vivieron de la agricultura y el comercio (trueque), habiendo evidencia de que se relacionaron con poblaciones de la costa y de otras regiones lejanas. Tuvieron incluso su propio idioma, el culli, de la que se conservan 62 palabras y que se hablaba hasta Huamachuco.

## Ubicación geográfica
La cultura Cajamarca se asentó en el norte del Perú, en el actual departamento de Cajamarca, desde el 200 (d. C.) hasta 1300 (d. C.) Comprendió tres grandes áreas: la cuenca alta de los valles de Chancay, Lambayeque, Chayama, y Chotano; las cuencas alta y media de los valles de Jequetepeque y Chicama; y las cuencas de los valles de Cajamarca y Crisnejas. Se extendió desde el departamento de Amazonas, hasta las serranías de la Libertad y el norte de Ancash; su centro de mayor influencia y desarrollo fue el valle interandino de Cajamarca. El centro pre-inca de Cajamarca se dio en el área ocupada hoy en día por las provincias de Cutervo, Chota, Santa Cruz, Hualgayoc, San Miguel, Celendín, Contumazá, San Pablo, San Marcos, Cajabamba y Cajamarca, en el departamento de Cajamarca; y en Huamachuco y Otuzco en el departamento de La Libertad. Durante este período, se construyeron sitios sobre cerros y fortalezas, lo que sugiere fue una época de grandes conflictos, probablemente como consecuencia del aumento demográfico.

## Estudios

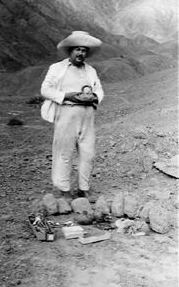
Rafael Larco Hoyle en 1935.

Fue Rafael Larco Hoyle quien identificó y definió la cultura cajamarca en base al estilo de su cerámica, en un informe publicado en 1948. Por esos años, los arqueólogos franco-suizos Henry y Paule Reichlen determinaron una secuencia general del desarrollo de la civilización de Cajamarca en cinco fases, desde la decadencia de la cultura Chavín hasta la época incaica. Posteriormente, a fines de los años 1970 y comienzos de los años 1980, se sumaron los estudios realizados por la Expedición Científica Japonesa a la América Nuclear, bajo la dirección de Kazuo Terada, que establecieron nuevas fases arqueológicas, sobre todo para las épocas más tempranas, que en líneas generales concuerdan con las fases determinadas anteriormente.
Debemos señalar que, en la década de 1930, Julio C. Tello estudió también parte de las expresiones de esta cultura, a la que denominó Marañón; otros arqueólogos la denominaron Huamachuco.

## Periodización
Henry Reichlen, que estudió la zona de Cajamarca en los años 1947 y 1948, periodizó la civilización Cajamarca en 6 fases, que abarca desde el fin de Chavín hasta la llegada de los incas:
- Torrecitas Chavín, 500 a. C.-100 a. C.
- Cajamarca I (Cajamarca inicial), 100 a. C.-100 d. C.
- Cajamarca II (Cajamarca temprano), 100-500 d. C.
- Cajamarca III (Cajamarca medio), 500-850 d. C.
- Cajamarca IV (Cajamarca tardío), 850-1450 d. C.
- Cajamarca V (Cajamarca final), 1470-1532 d. C.

Las fases de Cajamarca I a III, constituyen la cultura Cajamarca propiamente dicha.
Hacia 1980, los arqueólogos japoneses Matsumoto y Terada, basados en los estudios realizados en los yacimientos de Huacaloma, Layzón y otros, establecieron nuevas fases arqueológicas, que remontaban más atrás el desarrollo cultural de la región, y que en líneas generales complementan y concuerdan con la anterior periodificación:
- Huacaloma Temprano (1500-1000 a. C.) Pre-Chavín.
- Huacaloma Tardío (1000-550 a. C.). Contemporáneo a Chavín.
- EL o Layzón Temprano (550-250 a. C.)
- Layzón (250-50 a. C.). Paralelo a las culturas Salinar y Cajamarca
- Y sucesivas secuencias posteriores.

### Cajamarca I
Es la fase inicial de Cajamarca. Coincide con el periodo Intermedio Temprano y surge en el año 100 a. C. Existen hallazgos arqueológicos correspondientes a este periodo en los cerros Chondorko y Callapoma. Se tratan de cementerios profanados por huaqueros en los cuales se hallaron varias tumbas de piedra a manera de cajas enanas.
Este periodo destaca por la cerámica en arcilla caolín con motivos en colores rojo, naranja o negro, generalmente dibujados sobre el fondo crema natural de la arcilla.
Durante este periodo, los cajamarcas vivieron sobre laderas o las cumbres de los cerros; su principal actividad fue la agricultura y según las investigaciones realizadas en el sitio de Iscoconga, el cultivo primordial fue el maíz.
A inicios de la década de 1980, los arqueólogos japoneses K. Terada e Y. Onuki identificaron esta fase en los sitios arqueológicos de Huacaloma y Layzon denominándola Cajamarca inicial. Determinaron semejanzas de su cerámica con la de la zona de Huaraz y la costa de La Libertad, lo que hacía presumir la existencia de un fluido intercambio comercial entre estas regiones.

### Cajamarca II
Esta fase fue ubicada en el cerro Chondorko. Destaca por la abundancia de cerámica en forma de copas circulares, además de los relieves en la arquitectura y la construcción de chullpas.
Los decorados de la fase Cajamarca II tienen parecido con los encontrados en las culturas Recuay, Moche y Huamachuco. Se asegura también que la zona cultural de los Andes del norte del Perú, tuvo un intercambio fluido con las culturas de los Andes del sur del Ecuador.

### Cajamarca III
Esta fase se extendió del 500 a 800 d. C. Es el momento en el que alcanzaron su apogeo los estilos cursivo clásico y cursivo floral, plasmados en su cerámica. A fines de este periodo y comienzos del siguiente (Cajamarca IV), Cajamarca se convirtió en un centro donde confluían los más variados estilos que se producían en el Perú.
En Huamachuco (sur de Cajamarca y norte de La Libertad) se advierte una fuerte influencia de estos estilos cerámicos cajamarquinos. Piensa Thatcher que una vigorosa corriente cultural de Cajamarca irradió hacia el Callejón de Huaylas, vía Huamachuco. Si las relaciones entre Cajamarca y Huamachuco son evidentes, el problema es cómo explicarlas. Lumbreras piensa que el estilo cajamarquino fue popularizado y distribuido por los huari, que presumiblemente invadieron y conquistaron la región, pero la misma influencia se advierte también en fases posteriores, cuando ya había cesado completamente este dominio.
El término de esta fase marca el final de la cultura cajamarca propiamente dicha. Las siguientes fases denotan la imposición de otras tradiciones culturales.

## Principales sitios arqueológicos
No se sabe exactamente cuál fue la capital o centro administrativo y religioso, pero lo más probable es que haya sido el poblado de Tantarica, en la actual provincia de Contumazá. Se trata de una ciudad edificada en las faldas de un cerro, con piedras labradas simétricamente y en la cual se hallan canales y subterráneos de trazos y longitudes variables. 
Otro asentamiento importante sería Cerro Nivel, ubicado en Pampa de la Culebra, a 13 km de la ciudad de Cajamarca.
Otros monumentos más conocidos son las torres labradas de Chiguirip (en Chota), el centro ceremonial de Muyuc Chico (en Celendín), y las “ventanillas” (nichos funerarios) de Llaucán (en Bambamarca) y Otuzco (cerca de la ciudad de Cajamarca).

## Arquitectura
Se han reconocido seis tipos distintos de viviendas en Cajamarca:
- Pequeñas estructuras aisladas
- Grupos aislados de recintos aglutinados
- Grupos de recintos de tamaño mediano
- Grupos de canchones cercados
- Canchones rectangulares aislados
- Estructuras defensivas con fosas y murallas.

## Necrópolis

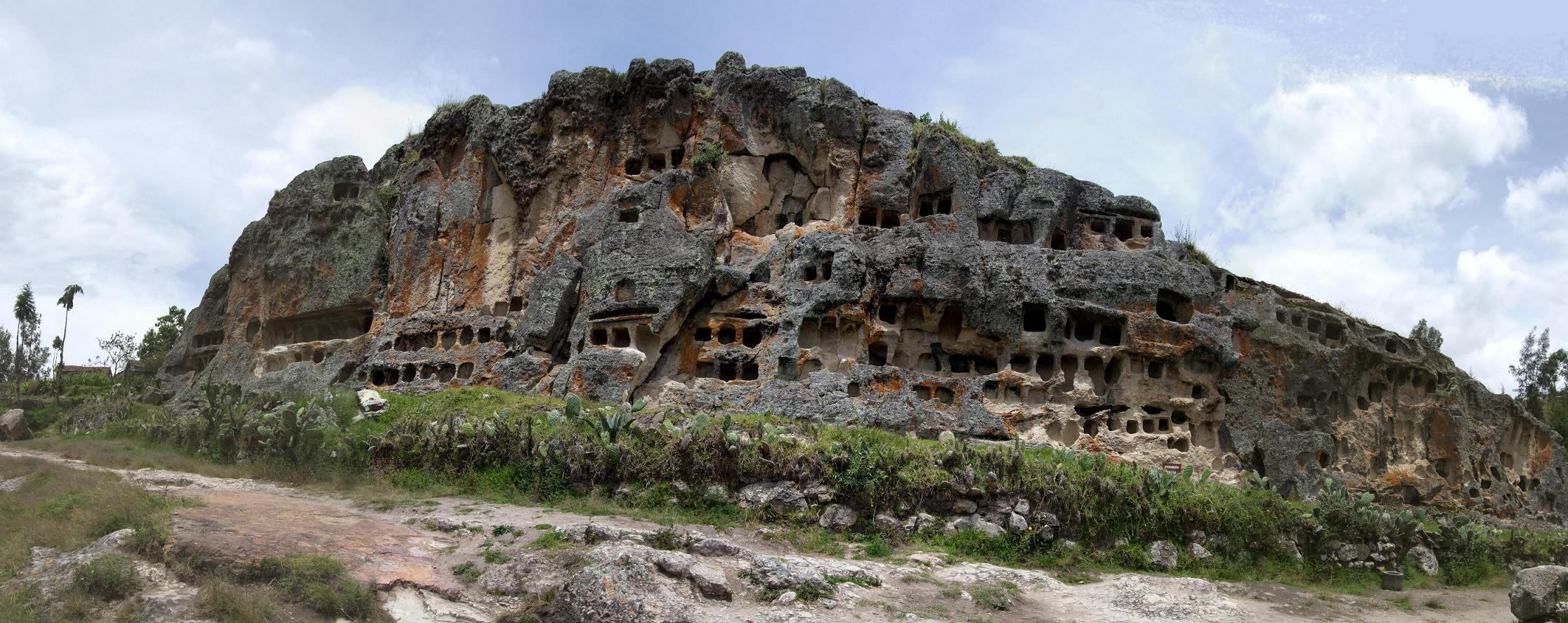
Ventanillas de Otuzco.

Los cajamarcas solían enterrar a sus difuntos en nichos excavados en la roca, conocidos generalmente como “ventanillas”. Las más conocidas se hallan las inmediaciones de Otuzco, a 8 km al norte de la ciudad de Cajamarca; allí, las oquedades cavadas en la roca llegan a centenares y cada una de ellas alcanza los 8 a 10 m de profundidad.

## Cerámica
Se trata de una alfarería fina de color blanquecino o crema, mayormente vasos trípodes o con base, recipientes lenticulares y cántaros globulares con pequeñas asas así como platos, vasos y cucharas. La decoración es hecha a pincel y logra un efecto floral, cursivo o caligráfico, luego de un primer momento de ornamentación sencilla. Se manifiesta bajo la forma de dibujos abigarrados que cubren totalmente la superficie del espécimen, pero también la hay a modo de dibujos geométricos simples que abarcan sólo parte de la vasija. Es decoración que escoge motivos diminutos y que incursiona ocasionalmente en el interior del cántaro, dándose allí en círculos y línea rectas, quebradas y paralelas. Tomando a la superficie encontramos que sobre el fondo crema o naranja se dan los dibujos rojos, marrones y negros, hallándose otros de color ladrillo sólo cuando la cortina de fondo ofrece tonalidad cremosa. No escasean los motivos zoomorfos, como serpientes o cabezas de reptiles y felinos; y también los fitomorfos a modo de follajería.

## Religión
Lo que se conoce de la religión de los Cajamarca está en los escritos de los agustinos, quienes fueron los primeros religiosos en evangelizar la zona. Escribieron que los Cajamarca tenían un conjunto de deidades relacionadas con el Sol, la Luna y las estrellas. La más importante era Atagujo, el creador del mundo, al que seguía Catequil, que producía la lluvia, los rayos, los truenos y relámpagos. Lo representaban como un hombre con una porra en la mano y una honda en la otra, que al tirar con su honda producía los rayos.[cita requerida].